# حمله انتحاری اکتبر ۲۰۱۷ مساجد کابل و غور
حمله انتحاری اکتبر ۲۰۱۷ مساجد کابل و غور در افغانستان روز جمعه ۲۰ اکتبر رخ داد که باعث کشته شدن دست کم ۷۲ نفر شد و در میان آن‌ها تعدادی کودک نیز دیده می‌شوند.
داعش مسئولیت حمله انتحاری اول به مسجد کابل را پذیرفت.

## جزئیات
انفجار انتحاری کابل در مسجد شیعیان موسوم به امام زمان در منطقه «دشت برچی» در غرب کابل و در آغاز نماز روز جمعه با انفجار فردی که به خود کمربند انفجاری بسته بود صورت گرفته‌است. در این دست کم ۳۹ نفر کشته شدند. شواهد حاکی است که فرد مزبور قبل از اقدام به منفجر کردن خود به سوی مردم رگبار باز کرده‌است.
سرلشکر علیماست مماند گفت که مهاجم با پای پیاده به داخل مسجد امام زمان در منطقه دشت برچی وارد شد و در آنجا بود که مواد منفجره خود را منفجر کرد.
حمله انتحاری دوم به مسجد اهل سنت در ولایت غور در مرکز افغانستان صورت گرفته‌است به گفته پلیس افغانستان، در این حمله نیز ۳۳ نفر کشته شدند. طبق بیانیه فرماندار ولایت بلخ، گفته می‌شود که هدف این حمله یکی از رهبران محلی حزب جمعیت بوده‌است.

## کشته و زخمی
طی دو حمله انتحاری به مساجد دست کم ۷۲ نفر کشته شدند.
در حمله انتحاری اول در کابل به مسجد شیعیان دست کم ۳۹ نفر کشته و ۴۱ تن زخمی شده‌اند.
در حمله انتحاری دوم به مسجدی در ولایت غور دست کم ۳۳ تن از جمله یک فرمانده نظامی مخالف طالبان به نام «فضل الاحد خان» که به نظر می‌رسد هدف اصلی این حمله بوده، کشته شده‌اند.

## مسئولیت حمله
داعش مسئولیت حمله به مسجد شیعیان در کابل را پذیرفته‌است.
هیچ فرد یا گروهی مسئولیت حمله به مسجدی در ولایت غور را نپذیرفته‌است.

## واکنش‌ها

### داخلی
- اشرف غنی، رئیس‌جمهوری افغانستان گفت که: «این حملات نشان می‌دهد تروریست‌ها بار دیگر اقدامات خونبار خود را آغاز کرده‌اند، اما به اهداف «شوم» خود نخواهند رسید.»
- کمیسیون مستقل حقوق بشر افغانستان گفت: «هدف قراردادن اماکن مقدس (مساجد) افراد غیرنظامی عمل شنیع غیرانسانی، غیرقانونی و غیرشرعی بوده که در مغایرت صریح با احکام دین مقدس اسلام، قوانین ملی و قواعد بشردوستانه بین‌المللی قرار دارد.»[۳]

### خارجی
آمریکا: بیانیه مطبوعاتی وزارت خارجه آمریکا ۲۰ اکتبر ۲۰۱۷- هدر نائرت: «ایالات متحده قویا حملات تروریستی در کابل و غور در ۲۰ اکتبر و همچنین حملات دیگری که این هفته در سراسر این کشور انجام شد را محکوم می‌کند. ما نیروهای دولت و امنیت افغانستان را به خاطر پایداری آنها در برابر این حملات می‌ستاییم و ما عمیق‌ترین تسلیت‌هایمان را به خانواده‌ها و دوستان آنها که این هفته کشته شدند تقدیم می‌کنیم در برابر این اعمال بی‌معنی و بزدلانه تعهد ما نسبت به افغانستان پایدار است. ایالات متحده در کنار دولت و مردم افغانستان می‌ایستد و همچنان تلاش‌های آنها برای دست یابی به صلح و امنیت برای کشورشان را حمایت می‌کند.»